# Comuna de Darłowo
Darłowo (polaco: Gmina Darłowo) é uma gminy (comuna) na Polónia, na voivodia de Pomerânia Ocidental e no condado de Sławieński.
De acordo com os censos de 2005, a comuna tem 7.603 habitantes, com uma densidade 28,2 hab/km².

## Área
Estende-se por uma área de 269,84 km².

## Comunas vizinhas
- Darłowo, Malechowo, Postomino, Sławno, Mielno e Sianów.